# アビリーンのパラドックス
アビリーンのパラドックス（Abilene paradox）とは、ある集団が行動するに際し、その構成員の実際の嗜好とは異なる決定をする状況をあらわすパラドックスである。
このパラドックスは、集団の個々の構成員が「自分の嗜好は集団のそれとは異なっている」と思い込こみ、集団の決定に対して異論を唱えないことで誤った結論を導くことを表現している。

## 概要
このパラドックスは、経営学者のJerry B. Harveyが提示したものである。現象の名称は、この現象を説明する小話の中でHarveyが用いた町の名にちなむ。以下はその要旨である。

## 集団思考
この現象は、集団思考のひとつの形であるといえる。Harveyらはこのパラドックスに以下の5つの要素があると指摘している。
1. 現状が受け入れられないというグループの相互合意。しかし、個人レベルでは、提案された代替案と比較した後、現状に満足する場合もある。
2. グループ内のコミュニケーションの非効率性。複数のメンバーが、他者の意思だと想定して、ある決定に強い支持を表明する。このコミュニケーションプロセスは、個人の考えがグループ内で少数派であるという思い込みを強める。
3. シグナルの誤った解釈とそこから生じたグループ感情の表明。他のメンバーによって発せられたシグナルは不正確な仮定から誤った解釈がなされうる。
4. 意思決定者が取った行動についての反省。通常は次のような質問の形で表される。「なぜこれを行ったのか？」「他の人に対して、この決定を正当化するにはどうすればよいのか？」
5. 誤った意思決定による敗北。これは将来同様の決定を下すことを避けるために行われる。

この理論は現実における集団意思決定の失敗を説明する際にしばしば用いられる。Harveyはウォーターゲート事件をアビリーンのパラドックスの例として挙げている。